# Snabba Cash
Snabba Cash est une série dramatique suédoise de 2021. La série est réalisée par Jesper Ganslandt et Måns Månsson et est la suite du long métrage Easy Money de 2010. La série a été créée sur Netflix le 7 avril 2021 et est tournée, entre autres, à Kista, Skärholmen et Hagalund (en).  La deuxième saison a été créée le 22 septembre 2022.

## Synopsis
Une femme d'affaires ambitieuse, un membre de gang charmant et un adolescent à problèmes. Au cours d'une quête désespérée et sordide de capitaux, leurs mondes s'affrontent.

## Distribution
- Evin Ahmad (VF : Sandra Valentin) : Leya
- Alexander Abdallah (sv) (VF : Antoine Schoumsky) : Salim
- Ayaan Ahmed (VF : Amélia Ewu) : Nala
- Ali Alarik (VF : Tom Trouffier) : Tim
- Ardalan Esmaili (VF : Xavier Fagnon) : Jamal
- Dada Fungula Bozela (VF : Alex Fondja) : Ravy
- Nadja Christiansson : Ronja
- Egon Ebbersten : Martin Wallin
- Peter Eggers : Marcus Werner
- Love Ehn : Leon
- lex Moore Eklund : Barre
- Yasmine Garbi : Li
- Khalil Ghazal (VF : Mike Fédée) : Osman
- Maria Plahn : Eva
- Félice Jankell : Viktoria
- Johan Jonason (VF : Guy Vouillot) : Marko
- Daniel Nevado Kröger : Amir
- Allan Mohsin : Ilias
- Olle Sarri (VF : Yann Guillemot) : Tomas Storm
- Lennox Söderström : Sami
- Johni Tadi : Hassan
- Nikolai von Schlippenbach : Vlad
- Jozef "Z.E" Wojciechowicz (VF : Romain Altché) : Dani
- Patrik Yachouh : Besam
- Rani Zakko : Hamid
- David Valderrama : Antonio

## Épisodes

### Saison 1 (2021)
1. Shuno est à 12 %
2. Ça fera deux millions, Leya
3. Les amis et la famille
4. Ça a jamais été une question de fric
5. Tu joues avec le feu, tu te brûles
6. C'est pas obscène de gagner de l'argent !

### Saison 2 (2022)
1. Des billets de mille
2. Droit au but, comme toujours
3. On va essayer avec vous
4. Tu vas tous les niquer
5. Juré, c'est la dernière
6. Je sais qui tu es

## Réception
La série a reçu de très bonnes critiques. Pour leurs rôles dans cette série, Abdallah a remporté le Kristallen 2021 dans la catégorie acteur masculin de l'année dans une production télévisée pour sa participation à la série ; Evin Ahmad a remporté le Kristallen 2023 dans la catégorie premier rôle féminin ; enfin, Ayaan Ahmed a remporté le Kristallen 2023 dans la catégorie second rôle féminin.